# Велик драгоман
Драгоман је био тумач, преводилац и званични водич између турских, арапских и персијских земаља и влада Блиског истока и европских амбасада, конзулата, вицеконзулата и трговинских места. Драгоман је морао да зна арапски, персијски, турски и европске језике.

## Етимологија и варијанте
На арапском је реч ترجمان (тарџуман), на турском терчуман. Изводећи порекло из семитског квадрилитералног корена т-р-г-м, он се у акадском појављује као „таргуману“, у ге'ез (класични етиопски) као т-р-гв-м, а у арамејском као таргемана. Хебрејски прави разлику између מתרגם (метаргем) - позивајући се на преводиоца писаних текстова - и מתורגמן (метургеман) који се односи на тумача говорног разговора или говора. Потоњи је очигледно ближе повезан са осталим поменутим језицима, иако су оба изведена из истог семитског корена.
Током средњег века реч је ушла у европске језике: на средњоенглеском као драгман, од старофранцуског дрогера, од средњовековног латинског као драгуманус, од средњовековног грчког δραγομανος, драгоуманос. Касније европске варијанте укључују немачки трутзелман, француски трушеман или трушемент (на посттанзиматском француском, а на модерном француском је дрогман), италијански турциманно и шпански трујаман, трујиман и труцхиман; ове варијанте упућују на турску или арапску реч „турјуман“, са различитом вокализацијом. Вебстеров речник из 1828. године наводи драгоман као и варијанте дрогман и труцхман на енглеском језику.
Сходно томе, множина, на енглеском, је "dragomans" (не "dragomеn").
Презиме Фрање Туђмана, првог посткомунистичког председника Хрватске, указује на то да је један од његових предака могао бити драгоман.

## Историја
У турској традицији, положај драгомана забележен је у предосманском султанату Рум током владавине Кеикубада И из 13. века када су именована два драгомана и два службеника преводиоца.

## У Османском царству
У османским записима, први царски драгоман забележен је Лутфи-паша који је 1479. послат у Венецију да преда уговор.
Овај посао је заузео посебно место у Османском царству, где се на драгомане гледа као на отпор муслиманских Османлија да уче језике немуслиманских нација. У Османском царству, драгомани су углавном били грчког порекла, све до грчког рата за независност, 1821. године. Неки од најпознатијих драгомана тог времена били су Панагиотис Никосиос, који је био званични тумач Дивана (царског савета) султана и његов наследник, Александар Маврокордатос. Главни драгоман, Константин Муроузи је погубљен због сумње на нелојалност почетком грчког рата, а његов наследник Ставраки Аристарчи је отпуштен и прогнан 1822. године.
Драгомани су били изузети од опорезивања. Како су многи од њих били Јевреји, због знања страних језика, јеврејски Халаха бавио питањем да ли су ови драгоманци ослобођени и од унутрашњих пореза јеврејске заједнице.
Постало је уобичајено да већина господари фанариотске владавине (отприлике 1711–1821) над подунавским кнежевинама (Молдавија и Влашка) претходно заузимају ову османску канцеларију, чињеница која многима од њих није спречила да се придруже заверама чији је циљ био свргавање турских владавина над тим подручјем.

## Западни драгомани
Ови мушкарци су имали кључну улогу у ширењу широке знатижеље о исламској култури широм латинских делова Европе током 17. и 18. века. Драгомани су се школовали за персијски, арапски и турски језик, јер су били преводиоци, тумачи, аутори и били су врло отворени за материјалне и модне замршености османске културе.
Први превод Кур'ана на француски језик извршио је Андре ду Рир, 1647. године. Био је из француског конзулата у Египту. Други, Космо од Карбоњана, из амбасаде у Напуљу, објављен на латинском: Принципи турске граматике за употребу апостолских мисионара у Цариграду.
Као високо обучена група дипломатских професионалаца, били су запослени у амбасадама, конзулима и путовали су у дипломатским круговима, па отуда и њихова потреба да врло добро познају културу.